# Zakaria Ismaili
Zakaria Ismaili (arab. زكرياء الإسماعيلي العلوي, ur. 12 listopada 1989) – marokański piłkarz, grający jako środkowy obrońca w Al-Ahli Manama.

## Klub

### Początki
Zaczynał karierę w Wydadzie Casablanca. 1 sierpnia 2010 roku przeszedł do Raja Casablanca.

### CODM Meknès
1 lipca 2011 roku przeszedł do CODM Meknès. W tym zespole zadebiutował 17 września 2011 roku w meczu przeciwko Chabab Rif Al Hoceima (porażka 1:0). Zagrał cały mecz. Łącznie zagrał 27 meczów.

### Maghreb Fez
19 sierpnia 2013 roku przeszedł do Maghrebu Fez. W tym klubie zadebiutował 21 września 2013 roku w meczu przeciwko Wydad Fès (wygrana 3:4). Zagrał cały mecz. Pierwszą bramkę strzelił 1 grudnia 2013 roku w meczu przeciwko Moghreb Tétouan (1:1). Strzelił gola w 53. minucie. Pierwszą asystę zaliczył 17 marca 2013 roku w meczu przeciwko Hassania Agadir (wygrana 3:1). Asystował przy bramce Kanu. Łącznie zagrał 53 mecze, strzelił 2 gole i miał asystę.

### Moghreb Tétouan
10 stycznia 2017 przeszedł od Moghrebu Tétouan. W tym zespole zadebiutował 29 kwietnia 2017 roku w meczu przeciwko Raja Casablanca (porażka 4:0). Wszedł na boisko w końcówce meczu. Pierwszego gola strzelił 29 listopada 2017 roku w meczu przeciwko Wydad Casablanca (porażka 1:2). Do siatki trafił w 27. minucie. Łącznie zagrał 10 spotkań i strzelił bramkę. 

### Dalsza kariera
4 stycznia 2018 roku przeszedł do Al-Suwaiq Club. 1 sierpnia 2018 roku podpisał kontrakt z Naft Al-Wasat SC. 15 lutego 2020 przeniósł się do Al-Quasim SC. 1 stycznia 2022 roku został zawodnikiem TAS Casablanca. 1 lipca 2022 roku przeszedł do Al-Ahli Manama.